# Medische thriller
Een medische thriller is een subgenre van de thriller waarin meestal de forensische geneeskunde een grote rol speelt of waarbij het verhaal zich grotendeels afspeelt in een ziekenhuis. Het genre speelt in op de natuurlijk angst van veel mensen voor ziektes, ziekenhuizen en artsen.
Het werd in 1977 geïntroduceerd door Robin Cook. Andere schrijvers zijn Patricia Cornwell, Tess Gerritsen, Michael Palmer en Kathy Reichs.